# FC Smolevichi
El FC Smolevichi es un equipo de fútbol de Bielorrusia que juega en la Segunda Liga de Bielorrusia, la tercera división nacional.

## Historia
Fue fundado en el año 2009 en la ciudad de Smolevichi del Óblast de Minsk con el nombre Vigvam Smolevichi y ha tenido varios nombres a lo largo de su historia:
- 2009: Vigvam Smolevichi
- 2011: Smolevichi
- 2012: Smolevichi-STI[1]
- 2018: FC Smolevichi

El club debuta en el Campeonato de Minsk en 2009 y alaño siguiente se une a la Segunda Liga de Bielorrusia, logrando el título de tercera división en 2012 y ascendiendo a la Primera Liga de Bielorrusia. En 2016 hacen un acuerdo con el FC BATE Borisov para ser su equipo filial, acuerdo que solo dura una temporada ya que al año siguiente es subcampeón y logra el ascenso a la Liga Premier de Bielorrusia por primera vez donde desciende tras una temporada.
En 2019 vuelve a ser subcampeón de la segunda división y regresa a la Liga Premier de Bielorrusia donde vuelve a descender tras terminar en último lugar esta vez a causa de problemas financieros que lo llevaron a jugar en la tercera división en la temporada 2021.

## Palmarés
- Segunda Liga de Bielorrusia: 1

2012